# Japanese-Language Proficiency Test

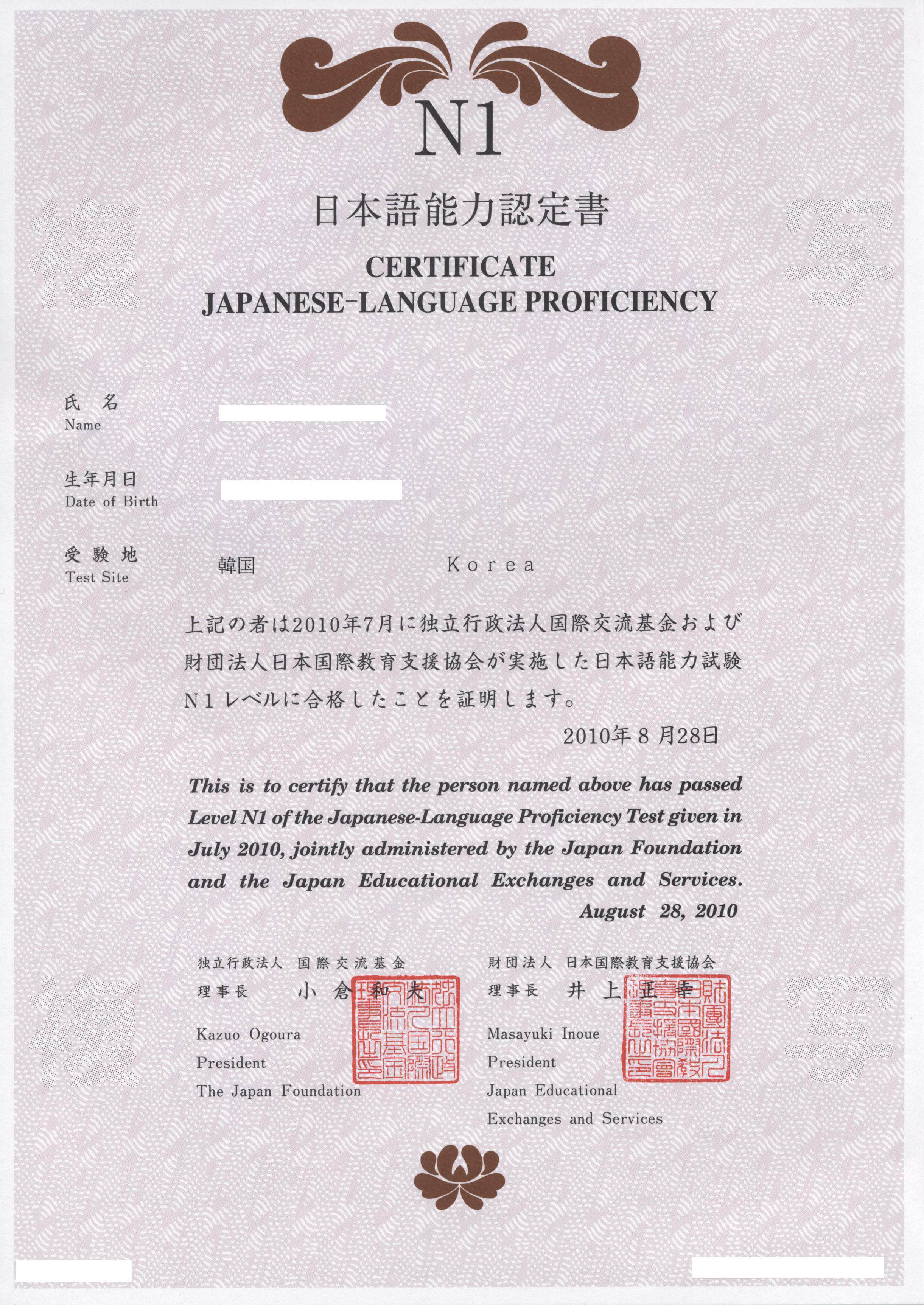
Zertifikat verliehen für die bestandene Prüfung JLPT N1 im Jahr 2010

Die Japanisch-Sprachprüfung Japanese-Language Proficiency Test (JLPT, jap. 日本語能力試験 nihongo nōryoku shiken) ist ein standardisierter Test zur Überprüfung der Kenntnisse der japanischen Sprache für Nicht-Muttersprachler, hauptsächlich im Bereich des Lese- und Hörverständnisses. Er wurde im Jahr 1984 von der Japan Foundation entwickelt und umgesetzt, um Teilnehmern eine  Bewertungsgrundlage ihres Hör- und Leseverständnisses der japanischen Sprache zu gewährleisten. Bis 2003 für Ausländer auch Voraussetzung zur Immatrikulation an japanischen Universitäten, muss nun die Examination for Japanese University Admission for International Students (EJU, Prüfung zur Zulassung ausländischer Studenten zu japanischen Universitäten) abgelegt werden.

## Prüfungsort
Der Test wird einmal jährlich am ersten Sonntag im Dezember sowohl in als auch außerhalb Japans abgehalten. In einigen Ländern wird der Test zusätzlich am ersten Sonntag im Juli abgehalten. Im deutschsprachigen Raum kann er im Japanischen Kulturinstitut Köln zusammen mit der Volkshochschule Düsseldorf und der Volkshochschule Stuttgart abgelegt werden; seit 2005 auch in der Volkshochschule Bern und seit 2010 an der Universität Hamburg. Er wird weltweit von ca. 12.000 Bildungsträgern anerkannt. 2006 fand der JLPT in 47 Ländern statt. Von den 437.360 Prüflingen  (533.189 Anmeldungen) haben 196.749, das heißt 45,0 Prozent, bestanden.

## Prüfungsinhalt
Der Test wird seit 2010 in fünf unterschiedlichen Schwierigkeitsstufen (auch als Level, japanisch 級 kyū bezeichnet) durchgeführt, wobei Stufe N5 (japanisch 5級 gokyū) die einfachste und Stufe N1 (japanisch 1級 ikkyū) die schwierigste Stufe ist.
Das N steht hierbei sowohl für „New“ bzw. „Nihongo“. Diese neue Einteilung diente dazu, den großen Abstand der bisherigen Stufen 2 und 3 zu überbrücken.
Die Stufen N1 und N2 sind in 2 Teile gegliedert, Wortschatz-/Grammatikkenntnisse/Leseverstehen und Hörverständnis. Die Stufen N3 bis N5 sind weiterhin in 3 Teile gegliedert, Wortschatz, Grammatikkenntnisse/Leseverstehen und Hörverständnis.
Es wird weder gesprochen noch geschrieben. Kulturelle und geschichtliche Aspekte werden in diesem Test nicht berücksichtigt. Die Bewertung des JLPT sieht keine Noten vor.
| In Japan:   | 22.782 | 28,7 % |
| Im Ausland: | 76.991 | 26,7 % |
| Gesamt:     | 99.773 | 27,1 % |

| In Japan:   | 17.957 | 50,4 % |
| Im Ausland: | 79.716 | 37,9 % |
| Gesamt:     | 97.673 | 40,2 % |

| In Japan:   | 5.211  | 48,2 % |
| Im Ausland: | 29.507 | 44,8 % |
| Gesamt:     | 34.718 | 45,3 % |

| In Japan:   | 3.358  | 42,6 % |
| Im Ausland: | 15.453 | 37,5 % |
| Gesamt:     | 18.811 | 38,5 % |

| In Japan:   | 649    | 71,5 % |
| Im Ausland: | 10.510 | 58,1 % |
| Gesamt:     | 11.159 | 58,9 % |

Bei bestandenen Tests erhalten die Teilnehmer ein offizielles Zertifikat von The Japan Foundation, es erfolgt eine zentrale Vergabe. Es kann bis zum März des Folgejahres dauern, bis alle Teilnehmer ihre Zertifikate erhalten haben.

### Notwendige Lernstunden
Notwendige Lernstunden, um zu bestehen:
| Level | Studenten mit Kanji-Kenntnissen (z. B. Chinesisch oder Koreanisch) | Andere Studenten (ohne Kanji-Kenntnisse) |
| ----- | ------------------------------------------------------------------ | ---------------------------------------- |
| N1    | 1700–2600 Stunden                                                  | 3000–4800 Stunden                        |
| N2    | 1150–1800 Stunden                                                  | 1600–2800 Stunden                        |
| N3    | 700–1100 Stunden                                                   | 950–1700 Stunden                         |
| N4    | 400–700 Stunden                                                    | 575–1000 Stunden                         |
| N5    | 250–450 Stunden                                                    | 325–600 Stunden                          |